# Jaime Martins Barata
Jaime Martins Barata (Santo António de las Arenas, Marvão, 7 de marzo de 1899 – Campolide, Lisboa, 15 de mayo de 1970) fue un artista plástico portugués. Su obra numerosa incluye sellos, monedas, ilustraciones, libros y pinturas monumentales.

## Carrera
Concluyó su formación secundaria en Portalegre y posteriormente se mudó a  Lisboa en 1910, con su madre y su hermano. Estudió en la Escuela Normal Superior de la Universidad de Lisboa, y  trabajó después como profesor de enseñanza secundaria, en institutos de Lisboa, Portalegre y Setúbal.
Su carrera artística tuvo un ascenso muy rápido. Fue discípulo de Raquel Gameiro. Se dio a conocer en las exposiciones anuales de la Sociedad Nacional de Bellas Artes, donde recibió las medallas de 3ª, 2ª y 1ª clases en acuarela, y 2ª en grabados.
Fue director artístico del semanario El Domingo Ilustrado y se ocupó, también, de las ilustraciones de la revista Música  (1924-1925) así como del Inventario de Lisboa   (1944-1956).
Produjo en 1937, en colaboración con Luís Pasos, un libro sobre la enseñanza de dibujo. En 1939, viajó a Alemania y a Francia con la intención de actualizar sus conocimientos en la enseñanza del dibujo.
En 1940, en la Exposición del Mundo Portugués, fue invitado, bajo la dirección de Cottinelli Telmo, a realizar dos trípticos para el Pabellón de Lisboa, representando en ellos escenas de la Conquista de la ciudad por D. Afonso Henriques y los Cruzados, así como el Cerco de los Castellanos en tiempos de D. João I. En el patio del pabellón, creó también su único trabajo como escultor - un enorme cincelado que evocaba un tramo de Lisboa seiscentista. Estos trípticos se encuentran hoy en el Salón Noble de la Alfândega de la ciudad de Oporto.
El 4 de marzo de 1941, fue condecorado con el grado de Comendador de la Orden Militar de Sant'Iago de la Espada. El 10 de mayo de 1944, fue agraciado con el grado de Grande-Oficial de la misma orden.
En 1947, colaboró con Almada Negreiros en la realización gráfica de los dos volúmenes de la serie Lisboa, 8 siglos de Historia.
Entre 1947 y 1968, ocupó el cargo de consultor artístico junto a la administración general de los CTT.

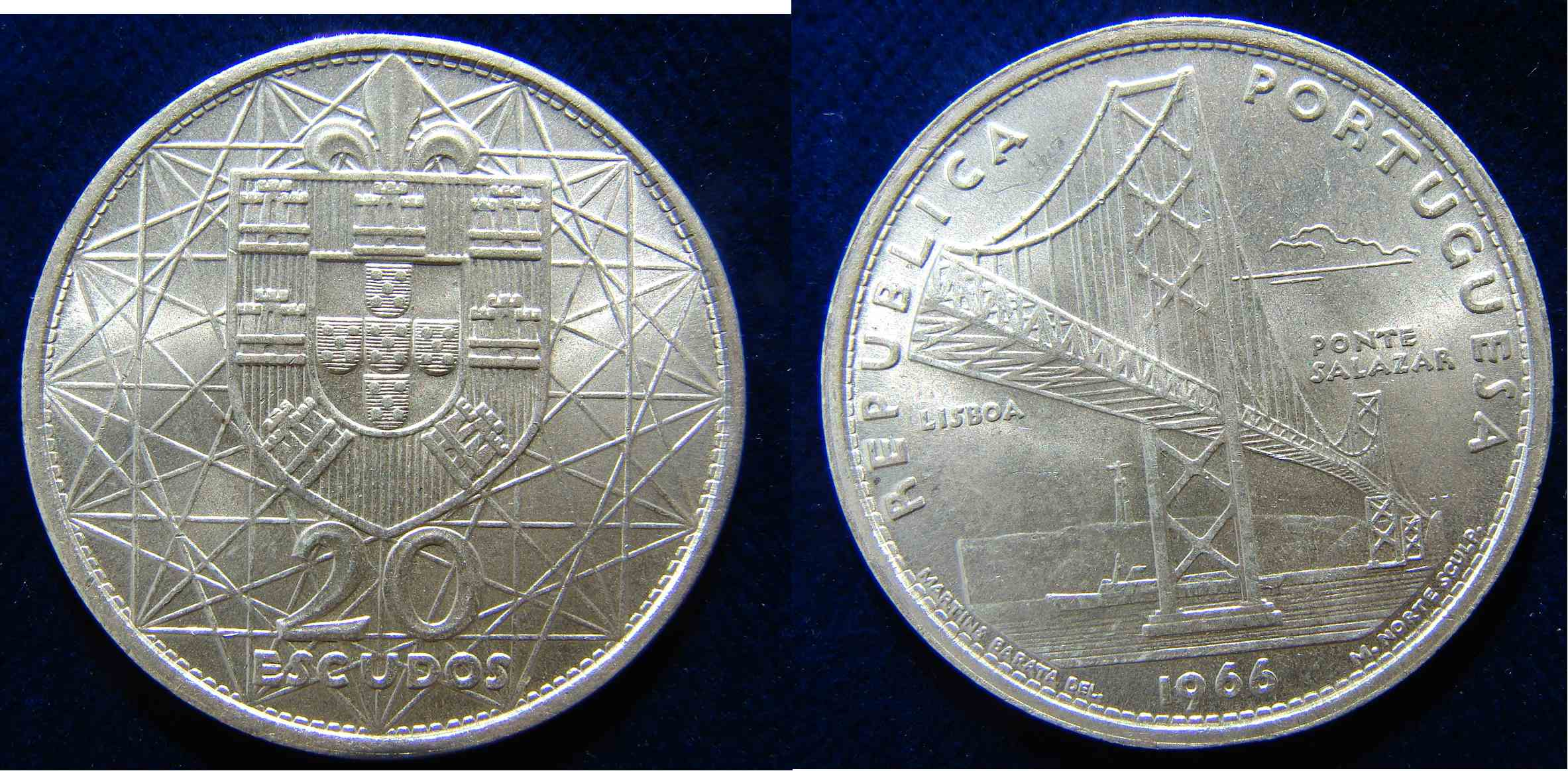
Moneda de 20 Escudos 1966 Lisboa Puente Salazar

## Vida privada
El 5 de enero de 1926, se casó, en Lisboa, con María Emília Roque Gameiro, hija de Alfredo Roque Gameiro, teniendo como hijos a María Antónia, José Pedro, Alfredo y María de la Assunção Roque Gameiro Martins Barata.

## Obras
- Museo de Arte Contemporáneo - acuarelas Fafada y Baile de Rueda;
- Museo Grano Vasco - Esquina de las Piedras;
- Museo Nacional Centro de Arte Reina Sofia, de Madrid - Santo Ildefonso y Longes del Ribatejo;
- Museo de Arte Moderno de Río de Janeiro - El Puente de Santa Margarida;
- Museos del Estado portugués - El Pobre Gañán, Las Tres Viejas, El Barco y Aspectos de la Exposición de Arte Francés.

►  Mural al fresco
1951 - En el transepto de la basílica de S. Eugenio, en Roma, en el altar votivo de "Nuestra Señora de Fátima"
1954 - En el Palacio de Justicia de Santarém, “Cortes de Almeirim”
1956 - En el Palacio de Justicia de Vila Real, “D. Pedro de Menezes recibe el Aleo”
1959 - En la capela del Instituto de S. José, Vila del Campo, Viseu, “El buen Pastor”
1959 - En el Palacio de Justicia de Montijo, “Llegada de D. João IV”
1961 - En el Palacio de Justicia del Puerto, “Boda de D. João I” y “Embarque para Ceuta”
1962 - En el Palacio de Justicia de Aveiro, "José Estêvão"
1963 - En el Palacio de Justicia de Olhão, "Viaje del caíque Buen Suceso"
1964 - En el Palacio de Justicia de Vila Franca de Xira, “Alfonso de Albuquerque”
1966 - En el Palacio de Justicia de Seia, “Torneo de los Doce de Inglaterra"
1966 - En el Palacio de Justicia de Fronteira, “ Batalla de los Atoleiros ”
1966 - En la capela de la Casa-Museo Nogueira de Silva, en Braga, “Sagrado Corazón de Jesús”
1968 - En el baptisterio de la Iglesia parroquial de Póvoa y Meadas, “S. João Baptista”
1968 - En el Palacio de Justicia de Castelo Branco, “El Juízo Final”
1969 - En el Palacio de Justicia de Vila Poca de Aguiar, “El Decepado”
1970 - En el Palacio de Justicia de Lisboa, “El Maestro de Avis”
► Mural al seco
1952 - En el atrio del Instituto Portugués de Oncología, “Madame Curie”, “Alegoría al IPO” y “Röentgen”
1956 - En la Iglesia de S. Tiago de Covilhã, “Sagrado Corazón de Jesús”
► Lienzo
1940 - En la Exposición del Mundo Portugués: Paneles en el Pabellón de Lisboa y otros
1944 - En las Escaleras del Palacio de São Bento, "Cortes medievales"
1945 - En el atrio del Conservatorio Nacional, “Dramaturgos” y “Músicos”
1947 - Telas para ilustración del libro "Lisboa, ocho siglos de historia"
1956 - En el salón noble del Tribunal de Cuentas, en Lisboa, "Episodios de su historia"
1959 - Paneles de la "Procesión de Corpus Christi" I y II, para el antiguo Ministerio de las Corporaciones (ahora en la sala de entrada del Recogimiento de Santos-o-Novo)
1961 - En el navío Funchal, "Gonçalves Zarco"
1963 - En el Palacio de Justicia de Gouveia "Moisés"
► Tablas
1964 - En la Sede del Banco Nacional Ultramarino, en Lisboa, “El Fomento Ultramarino y la Metrópoli”
► Tapices
1949 - En el Fuerte de São Julião de la Barra, “Los Descubrimentos - Infante D. Henrique y llegada de Vasco da Gamma a Calcuta”
1962 - En el Palacio de Justicia de Funchal
1964 - En el Palacio de Justicia de Lamego, “Cortes de Lamego”
1966 - En el Palacio de Justicia de de Oliveira do Hospital, “Viriato”
► Vidrieras
1961 - En la Basílica del Sameiro
► Libros ilustrados
1922 - BARATA, Jaime Martins. De los trabajos manuales en el Liceu Portugués  - Disertación presentada al Examen de Estado en la Escuela Normal Superior de Lisboa.
1930 - BARROS, João de. Los Lusíadas, de Luís de Camões contados a las creencias y recordados al pueblo. Ed. Sá de la Costa, Lisboa.
1931 - BARROS, Leitão de; BARATA, Jaime Martins. Elementos de Historia del Arte,  para uso de la 4ª y 5ª clases de los institutos. Ed. Paulo Guedes, Lisboa.
1933 - La Odisea, adaptación de João de Barros. Ed. Sá de la Costa, Lisboa.
1933 - Peregrinación de Fernão Mendes Pinto, adaptación de Aquilino Ribeiro. Ed. Sá de la Costa, Lisboa.
1934 - Historia Trágico-Marítima, adaptación de António Sérgio. Ed. Sá de la Costa, Lisboa
1935 - DURÃO, José de Santa Rita. El Caramuru, adaptación de João de Barros. Ed. Sá de la Costa, Lisboa
1936 - ESAGUY, José de. La vida del Infante Santo. Ed. Europa, Lisboa
1936 - Crónica del Condestable de Portugal, adaptación de Jaime Cortesão. Ed. Sá de la Costa, Lisboa.
1936 - MURTA, José Guerrero. Como se aprende a conversar. Lisboa
1937 - PASOS, Luíz. Barata, Martins. Elementos de dibujo. Ed. Sá de la Costa, Lisboa
1937 - BARROS, Teresa Leitão de. Benditas entre las mujeres. Ed. Europa, Lisboa.
1938 - PATRÍCIO, Amador. Grandes Reportajes de otros tiempos. Ed. Empreza Nacional de Publicidad, Lisboa
1938 - BARROS, Leitão de. El libro de oro de las conservas portuguesas de pescado. Ed. Instituto Portugués de Conservas de Pez. Lisboa
1938 - SANTOS, Raúl Esteves de los. El Vino de Colares. Ed. Bodega Regional. Lisboa
1938-9 - ARAÚJO, Norberto de. Peregrinaciones en Lisboa. Ed. Asociación A. m. Pereira, Lisboa
1939 - CUÑA, Augusto. Cuentos sin acotaciones. Ed. Sociedad Industrial de Tipografía. Lisboa
1943 -  AARAÚJO, Norberto de. Subtítulos de Lisboa. Ed. Sec. de la Propaganda Nacional
1943 - GALVÃO, Henrique. Otras Tierras, otras gentes. Ed. Empresa del Periódico de Noticias. Puerto
1947 - SEQUEIRA, Matos. Lisboa, ocho siglos de Historia. Ed. Cámara Municipal de Lisboa. Lisboa
1948 - BARATA, Jaime Martins. La Última Obra del Poeta Afonso Lopes Vieira. Pequeña historia de como surgió la idea, por Martins Barata. Ed. CTT. Lisboa
1958 - MARTINS, António Augusto Velasco. La revelación fotográfica de Jesucristo. Ed. Gouveia.
► Sellos
1940 - Centenario de la Fundación y de la Restauración
1943 - Carabela
1944 - 2º Centenario del nacimiento de Félix Avellar Brotero (8)
1945 - Navegadores Portugueses (6),   1º Centenario de la Escuela Naval
1946 - 1º Centenario del Banco de Portugal;   3º Centenario de la proclamación de la Patrona de Portugal
1947 - 8º Centenario de la toma de Lisboa a los moros
1948 - 3º Centenario del nacimiento de S. João de Brito (2)
1949 - 16º Congreso internacional de Historia del Arte
1950 - Año Santo;   4º Centenario de la muerte de S. João de Deus
1951 - Cierre del Año Santo (2);   5º Centenario de la repoblación de la isla Tercera
1952 - 3º Aniversario de la OTAN;   8º Campeonato del Mundo de Hoquei sobre Patines;   Centenario del nacimiento del Prof. Doctor Gomes Teixeira
1953 - D. Dinis (cavalinho);   5º Centenario del nacimiento de la Princesa Santa Joana;   Centenario del Sello Postal Portugués (D. María II)
1954: - 150.º Aniversario de la fundación de la Secretaría de Estado de los Negocios de Hacienda;   4º Centenario de la fundación de la Ciudad de São Paulo
1956 - Día de la Madre
1957 - Almeida Garret
1958 - Reina Santa Isabel y San Teutonio (2)
1969 - 5º Centenario del nacimiento de Vasco da Gama (4)
► Monedas de 2$50 (1963-1998), 5$00 (1963-1989) y 10$00 (1971-1982)
► Billetes de 5, 10, 20, 50, 100, 500 y 1000 Angolares, para el Banco de Angola (1945)
► Medallas Militares: Medalla de Valor Militar, Medalla de la Cruz de Guerra, Medalla de Servicios Distinguidos, Medalla de Comportamiento Ejemplar, Medalla Conmemorativa de las Campañas
► Comunicaciones y publicaciones
- De los trabajos manuales en el Instituto Portugués - Disertación presentada al examen de Estado en la Escuela Normal Superior de Lisboa, 1922
- Adriano de Sousa Lopes - Testimonio publicado en el Boletín de la Academia Nacional de Bellas Artes, n.º XIII, 1922
- Como se hace un Sello Postal - Charla profesional de los CTT N.º 34, realizada en la Sociedad de Geografía, en 23 de octubre de 1947
- La Última Obra del Poeta Afonso Lopes Vieira - Pequeña historia de como surgió la idea, por Martins Barata (1948)
- El color de Lisboa - Testimonio de los Amigos de Lisboa, realizada en Lisboa, en 1949
- Algunas notas sobre los retratos de la Galería del Gobernador del Palacio de Goa, 1948
- Algunas consideraciones sobre el Arte y la Vida - Charla profesional de los CTT N.º 117, realizada en Vila Real, en 15 de julio de 1953
- Cien Años de Sellos Postales - Capítulo del libro "100 Años del Sello del Correo Portugués - 1853-1953", para señalar el primer centenario del Sello del Correo Portugués
- El Navío San Gabriel y las Naos Manuelinas - Comunicación al Congreso de Historia Náutica, en Coímbra, del 23 al 25 de octubre de 1968